# Всеукраїнський з'їзд рад (Київ)

Прапор Української Народної Республіки.

Всеукраїнський з'їзд рад селянських, робітничих і солдатських депутатів, також   Всеукраїнський з'їзд совітів селянських, робітничих і солдатських депутатів  — відбувався 4 (17) грудня — 6 (19) грудня 1917 року в Києві, столиці Української Народної Республіки. Скликаний за ініціативою більшовицьких організацій, які прагнули використати його для переобрання складу і керівництва Української Центральної Ради або передачі влади радам. Завершився підтримкою чинної Центральної Ради і її курсу, проголошеному в ІІІ Універсалі.

## Опис
У роботі з'їзду взяло участь понад 2 тисяч делегатів, серед яких більшовиків було лише 150. На початку роботи з'їзду більшовик Володимир Затонський зробив невдалу спробу самовільно захопити голосування. Абсолютною більшістю голосів з'їзд доручив головувати есеру Аркадію Степаненку. Почесним головою з'їзду було обрано Михайла Грушевського.
На порядку денному з'їзду стояли питання: про ставлення до Української Центральної Ради; про політику Ради Народних Комісарів відносно України; про ноту Української Центральної Ради у відповідь на ультиматум РНК від 4(17).12.1917. На з'їзді з різкою критикою політики російського радянського уряду виступили представники органів державної влади і українських політичних партій — М. Грушевський, С. Петлюра. М. Порш, В. Винниченко, Б. Мартос, М. Шаповал та ін., а також депутати від українських військових організацій Баклаженко (Кавказький фронт), Гудзенко (Південно-Західний фронт), Пилипчук (Західний фронт), Бакало (Північний фронт), Ковальський (Балтійський фронт) і Петренко (Чорноморський флот).
Делегати з'їзду висловили свою повну підтримку діяльності Української Центральної Ради, як такій, що відображає інтереси українського народу і спрямована на досягнення Україною повної незалежності. З'їзд майже одноголосно ухвалив резолюцію, в якій засуджував політику РНК і визнав ноту Генерального Секретаріату УЦР-УНР він 5(18).12.1917 «гідною відповіддю на ультиматум». На завершення роботи з'їзд прийняв постанови: «Про ультиматум» (за — 2479 делегатів, проти — 2, утримались — 19); «Відозву до народів Росії»; «Про Центральну Раду» (за — 2496, проти — 2, утримались — 2).
Більшовики, відчувши що вони не зможуть впливати на рішення з'їзду, покинули Київ і переїхали до Харкова. Тут 11-12(24-25) грудня 1917 року, об'єднавшись з делегатами обласного з'їзду рад Донбасу і Криворіжжя, проголосили себе першим Всеукраїнським з'їздом рад робітничих, солдатських і селянських депутатів. Делегатів від селянства, яке становило більше 2/3 населення України, на з'їзді майже не було. Було проголошено утворення Української Народної Республіки Рад і обрано Центральний виконавчий комітет рад України (голова Ю. Медведєв). 17(20).12 1917 в окупованому більшовиками Харкові ЦВК повідомив про створення першого радянського уряду — Народного Секретаріату. Звинувативши Українську Центральну Раду в «антинародній дрібнобуржуазній політиці, в шовінізмі і націоналізмі» представники більшовиків вітали політику РНК і доручили ЦВК негайно поширити на територію України декрети і розпорядження уряду Радянської Росії. Під прикриттям маріонеткового «Народного Секретаріату» російський більшовицький уряд в грудні 1917 року розпочав окупацію територій України.